# Карашка жупанија
Карашка жупанија или Крашовска жупанија (лат. Comitatus Krasoviensis, мађ. Krassó vármegye) је била жупанија, односно управна јединица Краљевине Угарске. Постојала је током два одвојена историјска периода, првобитно од 11. до 16. века, а затим поново од 1778. до 1881. године. Назив је добила по реци Караш, односно по утврђеном граду Крашову (данашње Карашево).

## Историја
У средњем веку обухватала је јужне делове данашњег Баната, укључујући и град Вршац. Средином 16. века, ово подручје улази у оквир Кнежевине Трансилваније, која на тим просторима успоставља Лугошку и карансебешку бановину. Средином 17. века, целокупан простор долази под директну османску власт и постаје део Темишварског пашалука.
Успостављањем хабзбуршке власти током Аустријско-турског рата (1716-1718), формира се Тамишки Банат, који је био подељен на дистрикте. Тек након укидања ове територије обнавља се некадашња Карашка жупанија (1778), али са другачијим границама у односу на свој средњовековни опсег, пошто је обновљена жупанија обухватала тек део својих старих јужних области, којима су придодати и неки североисточни крајеви. Од 18. века, већину становника на подручју ове жупаније чинили су Румуни. У периоду од 1849. до 1860. године, територија ове жупаније налазила се у саставу Војводства Србије и Тамишког Баната. Карашка жупанија је 1881. године спојена са суседном Северинском жупанијом у нову Карашко-северинску жупанију.

## Ердшомљо и Мезешомљо
На подручју ове жупаније налазила су се два града, чији су стари мађарски називи били изведени из исте основе Somlyó / Шомљо (срп. Шемљуг), што је временом довело до настанка разних историографских и картографских недоумица, које су разрешене тек путем каснијих научних истраживања. Први град се називао Ердшомљо (мађ. Érdsomlyó) или скраћено Ершомљо (мађ. Érsomlyó), што је значило Шомљо у гори (Шемљуг у гори), а реч је о даншњем Вршцу (Србија). Друго место се називало Мезешомљо, односно Мезошомљо (мађ. Mezősomlyó), што је значило Шомљо у пољу (Шемљуг у пољу), а реч је о старом утврђеном граду код данашњег Великог Шемљуга (Румунија). Разрешењем тих питања постављена је основа за исправљање ранијих погрешних представа о историји поменутих места, која су припадала средњовековној Карашкој жупанији.

## Срби у Карашкој жупанији
Још од средњовековног периода, на подручју ове жупаније живели су и Срби, чија су досељавања интензивирана током 15. века, услед османских продора у јужне српске области. Већ током прве половине 16. века, шире подручје у захвату Дунава, Тисе и Мориша било је претежно српско, услед чега су османске власти, чак и пре коначног освајања (1551-1552), читав тај простор означавале као Српски вилајет (тур. Sırf Vilâyeti). За време османске власти, тај простор је у црквеном погледу припадао Вршачкој епархији, која се налазила у саставу Српске патријаршије.